# Saaba arenosa
Saaba arenosa är en nässeldjursart som först beskrevs av V.S. Bale 1919.  Saaba arenosa ingår i släktet Saaba och familjen Haleciidae. Inga underarter finns listade i Catalogue of Life.